# إريك مارتن
إريك مارتن (بالإنجليزية: Eric Martin) (31 مارس 1946 ببيرث في المملكة المتحدة - ) هو لاعب كرة قدم بريطاني في مركز حراسة المرمى. لعب مع دونفرملين أثلتيك ونادي ساوثهامبتون وواشنطن ديبلومتس ونادي كاودينبيث لكرة القدم.

## وصلات خارجية
- إريك مارتن على موقع قاعدة بيانات كرة القدم.إي يو (الإنجليزية)